# Видобувна промисловість України
Видобувна промисловість — сукупність галузей, зайнятих видобуванням сировини й палива з надр землі, вод та лісів.

## Історія
Історично основою економіки України була видобувна промисловість, займаючи провідні позиції як у структурі ВВП, так і в структурі експорту.